# Чемпионат СССР по волейболу среди мужчин 1952
XV чемпионат СССР по волейболу среди клубных команд ДСО, ведомств и сборных республик проходил с 21 по 30 сентября 1952 года в Львове (УССР) на стадионе «Спартак».
В соревнованиях приняло участие 22 команды из 14 союзных республик (кроме Эстонской и Таджикской), причём от РСФСР и УССР в турнире принимали участие клубные команды, а от остальных республик — сборные.
РСФСР (ВВС МВО, «Динамо» Москва, «Спартак» Ленинград, «Локомотив» Москва, сб. Свердловска, ВММА Ленинград, сб. Грозного);
УССР («Спартак» Киев, «Наука» Харьков, «Наука» Киев).
Соревнования прошли в два этапа — предварительный, на котором определилась восьмёрка финалистов, и финальный, где они поборолись за медали, а 14 неудачников разыграли места с 9-го по 22-е.
Чемпионами стали волейболисты звание московские армейцы, выступавшие под эмблемой ВВС МВО, укрепившиеся лидером «Локомотива» Сергеем Нефёдовым. Прошлогодний чемпион, клуб «Динамо» Москва сумел составить конкуренцию фавориту, однако уступил в пятисетовом поединке.
Игроки киевского «Спартака» доказали справедливость своих успехов предыдущих двух сезонов, вновь выиграв медали первенства.
Неудачно смотрелись республиканские сборные, ни одной из которых не удалось пробиться в первую шестёрку.

## Результаты

### Финальный турнир
Восьмёрка сильнейших команд по итогам предварительного этапа разыграли медали по круговой системе.
|                        | 1   | 2   | 3   | 4   | 5   | 6   | 7   | 8   | И | В | П | С/П   | О  |
| ---------------------- | --- | --- | --- | --- | --- | --- | --- | --- | - | - | - | ----- | -- |
| 1. ВВС МВО Москва      |     | 3:2 | 3:2 | 3:2 | 3:0 | 3:1 | 3:0 | 3:0 | 7 | 7 | 0 | 21:7  | 14 |
| 2. «Динамо» Москва     | 2:3 |     | 3:2 | 3:2 | 3:0 | 3:2 | 3:1 | 3:0 | 7 | 6 | 1 | 20:10 | 13 |
| 3. «Спартак» Киев      | 2:3 | 2:3 |     | 3:1 | 3:1 | 3:1 | 3:0 | 3:0 | 7 | 5 | 2 | 19:9  | 12 |
| 4. ВММА Ленинград      | 2:3 | 2:3 | 1:3 |     | 3:1 | 3:2 | 3:1 | 3:1 | 7 | 4 | 3 | 17:14 | 11 |
| 5. «Спартак» Ленинград | 0:3 | 0:3 | 1:3 | 1:3 |     | 3:2 | 3:0 | 3:1 | 7 | 3 | 4 | 11:15 | 10 |
| 6. «Локомотив» Москва  | 1:3 | 2:3 | 1:3 | 2:3 | 2:3 |     | 3:2 | 3:1 | 7 | 2 | 5 | 14:18 | 9  |
| 7. Сборная АзССР       | 0:3 | 1:3 | 0:3 | 1:3 | 0:3 | 2:3 |     | 3:2 | 7 | 1 | 6 | 7:20  | 8  |
| 8. Сборная ГССР        | 0:3 | 0:3 | 0:3 | 1:3 | 1:3 | 1:3 | 2:3 |     | 7 | 0 | 7 | 5:21  | 7  |

### Утешительный турнир
9. Сборная Свердловска

10. «Наука» Харьков

11. Сборная Грозного

12. Сборная ЛатССР

13. Сборная БССР

14. Сборная КазССР

15. «Наука» Киев

16. Сборная ТурССР

17. Сборная УзССР

18. Сборная ЛитССР

19. Сборная КФССР

20. Сборная МССР

21. Сборная АрмССР

22. Сборная КирССР

## Медалисты
ВВС МВО (Москва): Гиви Ахвледиани, Георгий Бурцев, Мирон Винер, Владимир Гайлит, В. Лобанов, Сергей Нефёдов, Константин Рева, Владимир Саввин, Е. Трунов, Семён Щербаков. Тренер — Валентин Филиппов.
 «Динамо» (Москва): С. Евсеев, А. Ефимов, Е. Кузьмин, Виктор Мальцман, И. Савкин, Анатолий Седов, Алексей Силуянов, Герман Смольянинов, Владимир Щагин, Алексей Якушев. Тренер — Николай Бендеров.
 «Спартак» (Киев): Михаил Берлянд, Лев Вайнтрауб, И. Коростышевский, М. Круглов, А. Моисеенко, Михаил Пименов, Ю. Савченко, Ю. Сайко, И. Хинчук, В. Чижов. Тренер — Михаил Пименов.